# アムタイ・コンタイジ
アムタイ･コンタイジ (ナムタイ-とも)は、明朝後期の蒙古 (北虜)で、チャハル部の酋長の一。

## 略歴
元は薊門の撫夷であったが、隆慶6年1572から東進し始め、萬曆年間にはトゥメン･ジャサクトゥ･カアンやチャハルの諸酋長、およびハルハ･バリン部のスバハイらと連れ立って明辺塞を度々掠奪した。
トゥメン･ジャサクトゥ･カアンを補佐しながら海西女直のイェヘと結び、建州女直を統一したヌルハチ勢力に対抗したが、老齢のために自らはそれ以上の勢力拡大も果たせず、子孫も栄えなかった。

## 一族
＊本章は基本的に森川哲雄(1976)に準拠し、仮名表記については転写を参考した。
- 高祖父・ダヤン･カアンdayan qaγan：バトゥ･モンケ。モンゴル帝国第34代カアン。
  - 曾祖父・トロ･ボラトtörö bolad
    - 伯祖父・ボディ･アラク･カアンbodi alaγ qaγan：第36代カアン。[注 4]
      - 従伯父・ゴデン･カアンgödeng qaγan：第37代カアン。
        - 又従兄・トゥメン･ジャサクトゥ･カアンtümen ǰasaγtu qaγan：第38代カアン。

    - 祖父・ネメグ･ノヤンnemeg noyan
      - 父・アイダビシ･タイジayidabiš tayiǰi
        - アムタイ･コン･タイジ

      - 叔父・ボイマ･タイジboyima tayiǰi

### 典拠
1. 1 2  三. Dayan qaγan の諸子分封とチャハル. “チャハル･八オクトとその分封について”. 東洋学報 58 (1):  136-149.
2. 1 2  “東三邊一 (腦毛大列傳)”. 萬曆武功錄. 10
3. ↑  “列傳第126 (李成梁)”. 明史. 238
4. ↑  “隆慶6年1572 4月15日/段57968”. 穆宗莊皇帝實錄. 69
5. 1 2 3  “92. 拱兔及び腦毛大”. 内蒙古諸部落の起源. pp. 376-387
6. ↑  “額納特珂克土伯特䝉古汗等源流”. 欽定蒙古源流. 6